# Gare de Bailleul-Sir-Berthoult
Ne doit pas être confondu avec Gare de Bailleul.
La gare de Bailleul-Sir-Berthoult est une gare ferroviaire française de la ligne d'Arras à Dunkerque-Locale, située sur le territoire de la commune de Bailleul-Sir-Berthoult, dans le département du Pas-de-Calais, en région Hauts-de-France.
C'est une halte voyageurs de la Société nationale des chemins de fer français (SNCF), desservie par des trains TER Hauts-de-France.

## Situation ferroviaire
Établie à 89 mètres d'altitude, la gare de Bailleul-Sir-Berthoult est située au point kilométrique (PK) 200,203 de la ligne d'Arras à Dunkerque-Locale, entre les gares d'Arras et de Farbus.

## Service des voyageurs

### Accueil

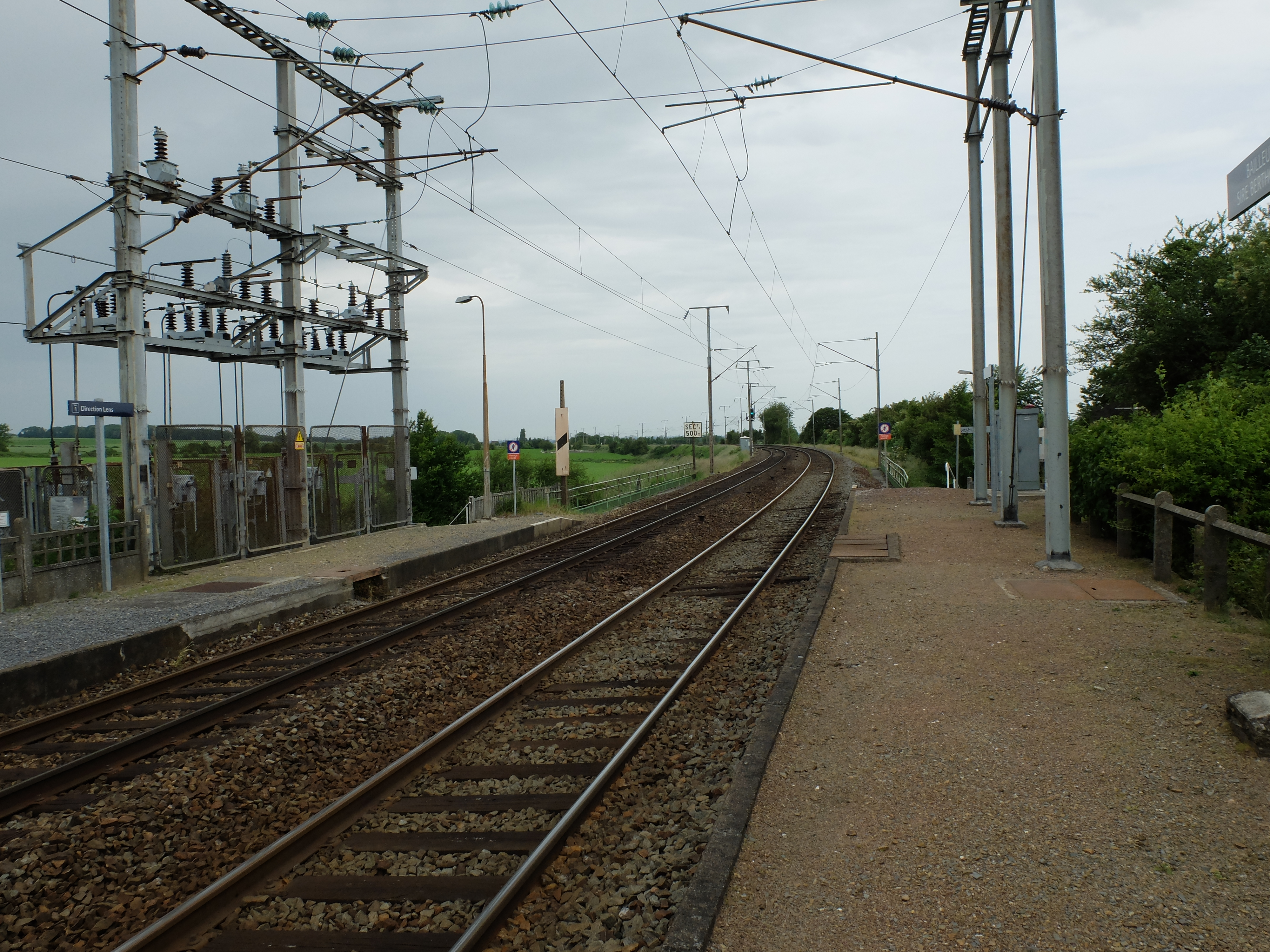
Vue des quais et des voies.

Halte SNCF, c'est un point d'arrêt non géré (PANG) à accès libre.

### Desserte
Bailleul-Sir-Berthoult est desservie par des trains TER Hauts-de-France, qui effectuent des missions entre les gares d'Arras et d'Hazebrouck.